# Palais Triangi

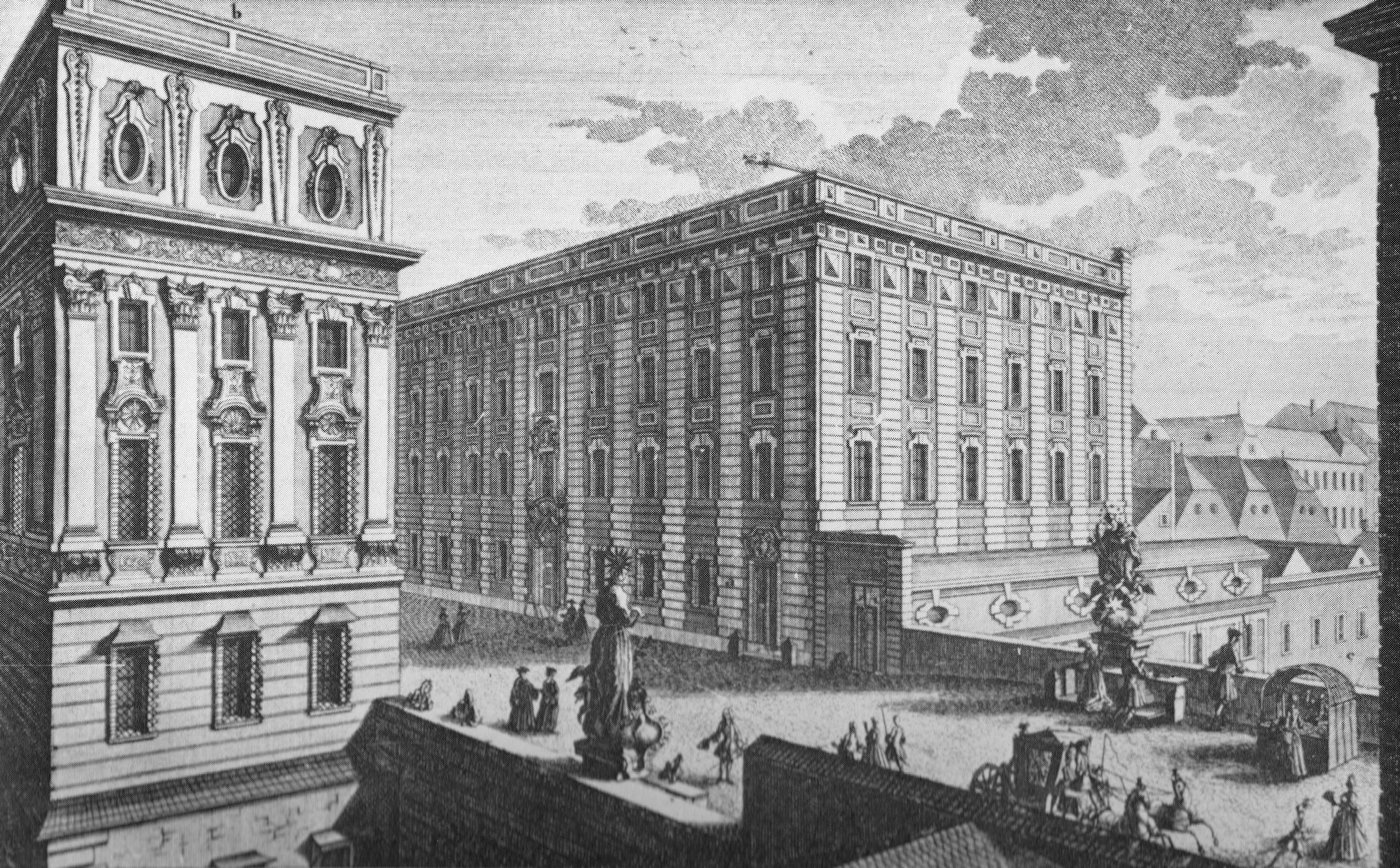
Palais Triangi im 18. Jahrhundert

Das Palais Triangi war ein Palais im 1. Wiener Gemeindebezirk Innere Stadt an der heutigen Adresse Wipplingerstraße 21.

## Geschichte
Das prunkvolle barocke Gebäude in prominenter Lage angrenzend an die Hohe Brücke wurde 1704 bis 1707 errichtet. Aufgrund der darin versteckten Geländestufe war es fünfstöckig ausgeführt. Nach etwa 80 Jahren klösterlicher Nutzung durch die Theatiner wurde es unter Kaiser Joseph II. aufgrund der Auflösung des Ordens im Jahr 1782 „privatisiert“. Das Klosterpalais wurde zur Versteigerung angeboten und von Philipp Großmann, einem Bürgerlichen, erworben. 21 Jahre später kam es zur zeitweiligen Refeudalisierung. Graf Anton Triangi erwarb das Palais – ein Adeliger italienischer Herkunft, der sich in der habsburgischen Armee ausgezeichnet hatte. Das Familienpalais blieb bis 1876 im Besitz seiner Nachkommen. Dann ging es ins Eigentum der Familie Baechle über, die es 1899 abbrechen und an seiner statt ein großes, heute noch bestehendes Zinshaus im Gründerzeitstil errichten ließ. Das Schicksal des Palais kann als exemplarisch für die sozialen, ökonomischen und die daraus erwachsenden urbanen Veränderungen Wiens im 18. und 19. Jahrhundert gelten.